# Каракулинське сільське поселення
Кара́кулинське сільське поселення — муніципальне утворення в складі Каракулинського району Удмуртії, Росія. Адміністративний центр — село Каракулино.
Населення становить 4331 особа (2019, 4875 у 2010, 5193 у 2002).

## Склад
До складу поселення входять такі населені пункти:
| Населений пункт       | Населення, осіб (2002) | Населення, осіб (2010) |
| --------------------- | ---------------------- | ---------------------- |
| Каракулино, село      | 5109                   | 4814                   |
| Клестово, присілок    | 2                      | 1                      |
| Марагіно, присілок    | 1                      | 1                      |
| Первомайськ, присілок | 4                      | 2                      |
| Ромашкино, присілок   | 50                     | 40                     |
| Юньга, присілок       | 27                     | 17                     |

В поселенні діють середня, вечірня школа та школа-інтернат, школа мистецтв, 2 садочки, 2 бібліотеки, клуб, лікарня, молодіжний центр «Супутник», центр декоративно-прикладного мистецтва та ремесел, музей історії Каракулинського району.